# خیرآباد (شازند)
خیرآباد روستایی در دهستان نهرمیان بخش زالیان شهرستان شازند استان مرکزی ایران است.

## جمعیت
بر پایه سرشماری عمومی نفوس و مسکن در سال ۱۳۹۵ جمعیت این روستا ۴۲۵ نفر (۱۲۷خانوار) بوده‌است.